# Надгробни споменик Максиму Рајичићу у Грабу
Надгробни споменик Максиму Раичићу (†1872) у Грабу налази се на Рајичића гробљу у селу Граб, Општина Лучани. Подигнут је у спомен младићу који је преминуо у 23. години.

## Опис
Надгробни споменик у облику вертикалног квадра, исклесан од сивог пешчара. У врху, на западној страни уклесани су крст и два афронтирана голуба са грожђем у кљуновима. Споменик је релативно добро очуван, осим што је (као и многи у јужном делу гробља), у скоријој прошлости префарбан у плаво.

### Епитаф
У правоугаоном, лучно засвођеном пољу уклесан је текст епитафа:
РАБ БОЖЈИ МАКСИМ
ПРИЂИ БЛИЖЕ МИЛИ ЧИТАТЕЉУ
КУДЕ İТАШ ДА ПРОЧИТАШ
У НАЈЛЕПШЕМ МИЛОМ МОМЕ ВЕКУ
ТЪЛО МОЈЕ ВЕЋ ТРУНЕ У МРАКУ,
КАД НА РАДОСТ РАДЊА МОЈА ПОЂЕ
НЕМИЛА СМРТ ОДМА МЕ НАЂЕ
Р:Б: МАКСИМ РАИЧИЋ ИЗ ГРАБА
Текст се наставља на јужом боку:
БИВШЕГ ВОЈНИКА
НАРОДЊЕ ВОЈСКЕ 7.Г.
У 23.Г ЖИВОТА СВОГА
25ог МАРТА У 1872. Г.